# Récifs de Bellone

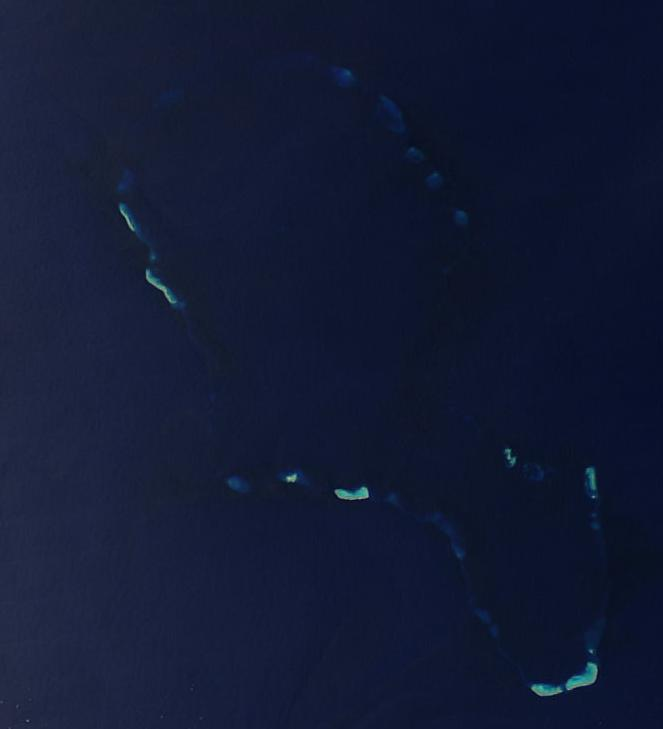
Vue satellite des récifs de Bellone.

Les récifs de Bellone sont situés dans la mer de Corail à environ 551 km à l'ouest-sud-ouest de Grande Terre, l'île principale de la Nouvelle-Calédonie. À 164 km au sud-sud-est du système corallien des îles Chesterfield, ils en constituent une formation séparée, mais sont généralement incluses parmi ces dernières.